# درکس د دسترویر
دِرَکس دِ دسترویر (به انگلیسی: Drax the Destroyer) با نام اصلی آرتور سمپسون داگلاس، یک شخصیت خیالی در کتاب‌های کامیک منتشر شده توسط مارول کامیکس است. شخصیت درکس توسط جیم استرالین و مارک فردریک خلق شده‌است که برای اولین بار در شمارهٔ ۵۵ مرد آهنی (فوریه ۱۹۷۳) حضور پیدا کرد. پس از اینکه او و خانواده‌اش بدست شخصیت بد ذات تانوس کشته شدند، آرتور داگلاس به عنوان فردی ابدی با نام درکس د دسترویر، توسط مخلوقی شناخته شده با نام کرونوس تنها با هدف از بین بردن تانوس تناسخ یافت. کرونوس روح آرتور را قبل از آنکه دیر شود گرفت و آن را داخل بدن قدرتمند جدیدی قرار داد و درکس د دسترویر زاده شد. او یکی از اعضای سابق گروه اینفینیتی واچ، و همچنین یکی از اعضای کنونی نگهبانان کهکشان محسوب می‌شود.
دیوید باتیستا نقش این شخصیت را در فیلم‌های نگهبانان کهکشان (۲۰۱۴) و دنبالهٔ آن در سال ۲۰۱۷ ایفا کرده‌است و در فیلم انتقام‌جویان: جنگ ابدیت، یکبار دیگر این نقش را ایفا کرده‌است.